# Club Escacs Olot
El Club Escacs Olot és una entitat olotina d'escacs. El local social es troba al Passeig d'en Blai número 6 d'Olot.

## Història
La història del Club Escacs Olot comença, formalment, el 13 d'agost de 1948 durant l'assemblea convocada per un grapat d'aficionats i celebrada a l'«Orfeón Popular Olotense» a la qual es varen definir les bases de l'entitat. Això no obstant, des del mes d'abril del mateix any, dotze aficionats als escacs ja havien format la «Peña Ajedrez Olot» de la qual sorgí la idea de crear un club federat i que va desembocar finalment en el naixement del «Club Ajedrez Olot».
El 1958 va ingressar a la Federació Catalana d'Escacs, cosa que li permeté des de llavors la participació en els campionats oficials. Fou en aquest mateix any que es va crear l'escut del Club. L'any 1978 es va modificar la denominació de l'entitat que va passar de Club Ajedrez Olot a «Club Escacs Olot».
Actualment el club compta amb més de 100 jugadors federats, essent un dels 5 clubs amb més jugadors de Catalunya. En formen part jugadors il·lustres com els GM Ígor Glek, Levan Aroshidze, Sebastian Siebrecht o Éric Prié, i la MI Sophie Milliet.

### L'ensenyament dels escacs
Una de les preocupacions principals del Club ha estat l'ensenyament dels escacs, sobretot als joves. L'any 1968 van començar les classes d'escacs per a joves als locals del Club, i al llarg dels anys hi han participat grans professors com Antonio Medina, el nord-americà Olaf Ulvestad o el portuguès João Cordovil. Des del 1976 el Club Escacs Olot imparteix classes d'escacs a les escoles olotines en horari escolar, com una assignatura més. En la tasca docent a les escoles, cal destacar la creació del Cucurull, un full didàctic adreçat als alumnes que participaven en les classes impartides a les escoles.
Altres revistes van ser Tablero (1977/78), a la qual, anys més tard, seguiria Caissa, tot i que aquests butlletins servien més per mantenir informat el soci de totes les activitats que es feien durant la temporada que no pas per a la didàctica dels escacs.
Amb aquesta linea de foment dels escacs entre els joves, durant la dècada dels 1970, el Club va organitzar viatges per Europa per tal que els joves poguessin competir amb jugadors de la seva edat, ja que no hi havia equips juvenils al nostre país. Entre d'altres hi hagué matxs amb equips de Venècia, Montpeller, o Ljubljana. També amb finalitat educativa el 1976 es va inaugurar un escaquer gegant al Firal, davant dels locals del Club, amb peces d'un metre i a disposició del públic en general, però temps després varen ser robats i es va decidir treure també el tauler gegant.

### Resultats destacats en competició
Entre altres títols, el 1976 el Campionat d'Espanya per equips de Segona Divisió, el 1977 va aconseguir ser Campió de Catalunya per Equips de 1a Divisió, i el 1r Campionat de Catalunya Infantil. El 1980 el club assolí un subcampionat d'Espanya per Equips, a Santander, amb un equip integrat per Antonio Medina, Óscar Castro, Fco. Javier Sanz, Miguel Ángel Nepomuceno i Carles Casacuberta.
L'any 2013 van aconseguir quedar campions de la Copa Catalana Territorial de Girona, per primer cop a la història del club, amb un equip format per: Jordi Pagès, Jordi Triadú, Sergi Vinardell i Eduard Aymerich.
L'abril de 2017, el primer equip de l'Olot fou subcampió de la primera divisió de la Lliga Catalana d'Escacs juntament amb l'Escola d'Escacs de Salou. Per determinar quin equip jugaria a la Divisió d'Honor de 2018, jugaren un play-off on l'Olot guanyà primer per 5½ a 4½ a Salou, i el matx de tornada a Olot tornà a guanyar per 6½ a 3½. D'aquesta forma l'Olot aconseguia ser nou equip de la màxima categoria de la Lliga Catalana per a la temporada 2018, amb un equip format per: Javier Campos, Pol Sabrià Batlle, Rafel Busquets Prat, Jordi Triadú Cassà, Eduard Aymerich Verdaguer, Sergi Vinardell Cruañas, Jordi Vall, David Pinyol, Ernest Serrat i Carles Barrera. El maig de 2021, el primer equip va quedar campió de la primera divisió amb 11/11 punts possibles a la lliga, tornant a la màxima categoria coincidint amb els 75 anys del club

## Tornejos

### Els Tornejos Internacionals d'Olot (1966-1975)
Als anys 60 del segle xx hi havia molta afició als escacs. Tingueren jugadors de la talla com Artur Pomar Salamanca (que hi participa en totes les deu edicions), Antonio Medina García o Román Torán Albero que donaren relleu al club i d'aquí vingueren els torneigs internacionals. El 1966, Joaquim Bosch i Codina va accedir a la presidència del club, i es va inaugurar el Torneig Internacional d'Escacs d'Olot amb en Jordi Puig i Laborda com a director, que en succeïren deu i tots ells amb uns cartells de jugadors molt fort i de reputació internacional com foren William Lombardy, la GM Nona Gaprindaixvili, el GM Ljubomir Ljubojević, el GM Ulf Andersson, GM Miguel Angel Quinteros, GM Arturo Pomar, GM Ricardo Calvo, GM Juan Manuel Bellón, el GM Díez del Corral o el MI Antonio Medina.

### Els Oberts Internacionals d'Olot (1989-1996)
El Primer Torneig Obert Internacional d'Olot es va disputar pel sistema suís a 9 rondes durant el mes d'agost de 1989. Va comptar amb la participació de 110 jugadors repartits en dues categories. A aquest torneig en seguiren set més, els quals varen aplegar, en una de les edicions, a més de 200 jugadors representant a més de 22 països amb jugadors de primera línia nacional i internacional, entre els que podem esmentar els Grans Mestres: Elizbar Ubilava, Roberto Cifuentes, Amador Rodríguez, Bojan Kurajica, Lluís Comas i Fabregó, David García Ilundain, etc.

### Els Oberts Internacionals de partides semiràpides (2000-Actualitat)
Es tracta d'un torneig d'un dia disputat a partides semi-ràpides de 15 minuts + 15 segons per jugada. Aquest nou Obert Ciutat d'Olot, ha passat a ser un Torneig del Circuit Català d'Oberts Internacionals d'Escacs.